# Leucosigma
Leucosigma is een geslacht van vlinders van de familie uilen (Noctuidae), uit de onderfamilie Hadeninae.

## Soorten
- L. reletiva Dyar, 1914
- L. separata Zerny, 1916
- L. uncifera Druce, 1908